# Yūzō Koshiro

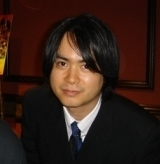
Yūzō Koshiro 2007

Yūzō Koshiro (jap. 古代 祐三, Koshiro Yūzō; * 12. Dezember 1967 in Hino) ist ein japanischer Komponist für Videospielmusik.

## Werk
Zu seinen Kompositionen gehören Musik für Teil 1 und 2 der Rollenspiel-Serie Ys (1987), für The Revenge of Shinobi (1989) und den Soundtrack zu Shenmue (1999). Auch schrieb er Stücke für die Musikproduktion Merregnon (2004). Er gehört zu den ersten, die Soundtracks ihrer Videospielkompositionen verkauften, außerdem wurde mit einer vom Spiel unabhängigen Orchesterversion zu ActRaiser die Musik aus einem Videospiel mit einem Orchester eingespielt.
Von Yuzo Koshiro arrangierte Musik war Teil der Game-Concerts-Reihe zur Eröffnung der Games Convention im Gewandhaus Leipzig. Er steuerte drei Medleys bei, zu ActRaiser (2004), The Revenge of Shinobi (2006) und New Super Mario Bros. (2007). Später folgte ein Arrangement der Titelmusik zu Jim Power für Symphonic Shades - Huelsbeck in Concert (2008) im Funkhaus Wallrafplatz. Im Rahmen der Play! A Video Game Symphony-Tournee wurde zudem ein von ihm bearbeitetes Stück zu Sonic the Hedgehog bei verschiedenen Veranstaltungen weltweit aufgeführt.

## Werke (Auswahl)
- Ys-Reihe (1987)
- Sorcerian
- The Revenge of Shinobi (1989)
- The Scheme
- ActRaiser (1990)
- Sonic the Hedgehog (1991)
- Adventure-Island-Serie (1992)
- ActRaiser 2 (1993)
- Streets-of-Rage-Serie
- Batman Returns
- The-Story-of-Thor-Serie
- Wangan-Midnight-Serie
- Shenmue-Serie
- Namco x Capcom
- Dancing Stage Max
- Castlevania: Portrait of Ruin
- Etrian Odyssey
- Kid Icarus: Uprising (2012)

## Diskographie (Auswahl)
- The Scheme (21. Dezember 1989, Alfa Records, 25A2-8)
- The Super Shinobi & Works (25. Dezember 1989, Alpha Records, 25A2-53)
- ActRaiser OST (25. Januar 1991, Alfa Records, ALCA-105)
- Misty Blue (21. April 1991, Alfa Records, ALCA-123)
- Bare Knuckle (Streets of Rage) OST (21. September 1991, Alfa Records, ALCA-181)
- ActRaiser Symphonic Suite (21. September 1991, Alfa Records, ALCA-182, mit dem Japan Shinsei Symphony Orchestra)
- Super Adventure Island (21. Januar 1992, Alfa Records, ALCA-242)
- Yuzo Koshiro Early Collection (21. Juli 1992, Alfa Records, ALCA-328)
- Bare Knuckle II (Streets of Rage 2) OST (21. Januar 1993, Alfa Records, ALCA-443, mit Motohiro Kawashima)
- Bare Knuckle III (Streets of Rage 3) OST (24. August 1994, Alfa Records, ALCA-5006, mit Motohiro Kawashima)
- Yuzo Koshiro Early Collection 2nd (1. August 1998, Ancient, PRD-688)
- Culdcept OST (21. Januar 1998, First Smile, FSCA-10028, mit Takeshi Yanagawa)
- Streets of Rage 2 OST (1. Februar 2000, Mars Colony Music, MCM-10106-2, mit Motohiro Kawashima, rerelease)
- Legend 80's "The Scheme Soundtrack" (21. August 2002, Scitron, SCDC-00199, remastered mit neuen tracks)
- Wangan Midnight OST (4. September 2002, Scitron, SCDC-00188)
- Wangan Midnight Maximum Tune 2 OST (6. April 2005, King Records, KICA-1361/1362)
- Capture Chronicle Series "Gain Ground & Crack Down" (24. März 2006, Scitron, SDDV-00031/32)
- Wangan Midnight Maximum Tune 3 OST (27. September 2007, Marvelous Entertainment, MJCD-20102)

Beiträge in:
- All Over Xanadu (5. Juli 1987, Apollon Music Industrial Corp., BY30-5170)
- Romancia Sound Fantasy (21. November 1987, Apollon Music Industrial Corp., BY30-5176)
- Perfect Collection Ys (5. August 1990, King Records, KICA-1012/1013)
- Perfect Collection Ys 2 (5. September 1990, King Records, KICA-1014/1015)
- Perfect Collection Sorcerian Vol. 2 (21. September 1991, King Records, KICA-1037/1038)
- Perfect Collection Sorcerian Vol. 3 (21. November 1991, King Records, KICA-1039/1040)
- Great Wall (16. August 1993, Troubadour Records, TTRC-0002)
- Perfect Collection Ys IV – The Dawn of Ys Volume 1 (23. Februar 1994, King Records, KICA-1139)
- Little Princess Puppet Princess of Marl's Kingdom 2 OST (8. März 2000, Toshiba EMI/Future Land, TYCY-10031)
- Shenmue Chapter 1 – Yokosuka OST (23. März 2000, Future Land, TYCY-10034/10035)
- Street Fighter Tribute Album (17. Dezember 2003, Suleputer, CPCA-1083)
- Merregnon Soundtrack – Volume 2 (19. Mai 2004, Totentanz (Soulfood Music), TOT 23009)
- Merregnon Soundtrack – Volume 2 (19. Januar 2005, Dex Entertainment, DECX-0018, rerelease)
- Namco x Capcom OST (23. August 2005, Suleputer, CPCA-10118)
- Dance Dance Revolution Festival & Strike Original Soundtrack (15. Februar 2006, Toshiba EMI, TOCP-64291/64292)